# Ла Естансија (Хучитлан)
Ла Естансија (шп. La Estancia) насеље је у Мексику у савезној држави Халиско у општини Хучитлан. Насеље се налази на надморској висини од 1230 м.

## Становништво
Према подацима из 2005. године у насељу је живело 8 становника.

### Хронологија
| Година       | 2000        | 2005 |
| ------------ | ----------- | ---- |
| Становништво | 19 (9 / 10) | 8    |

### Попис
| # | Индикатор                        | Вредност |
| - | -------------------------------- | -------- |
| 1 | Укупно појединачних домаћинстава | 2        |